# Calexico (Kalifornija)
Calexico je grad u američkoj saveznoj državi Kalifornija. Prema popisu stanovništva iz 2010. u njemu je živjelo 38,572 stanovnika.